# Діонатан Тейшейра
Діонатан Тейшейра (порт. Dionatan Teixeira, 24 липня 1992, Лондрина — 5 листопада 2017, Лондрина) — бразильський та словацький футболіст, що грав на позиції захисника.

## Клубна кар'єра
Народився 24 липня 1992 року в місті Лондрина. Вихованець юнацької команди «Лондрина». У віці 16 років він вирушив до Європи до словацького клубу «Кошиці». У березні 2009 року очікувався перехід до англійського «Ньюкасл Юнайтеда», але трансфер зрештою зірвався, і гравець повернувся до Кошиць.

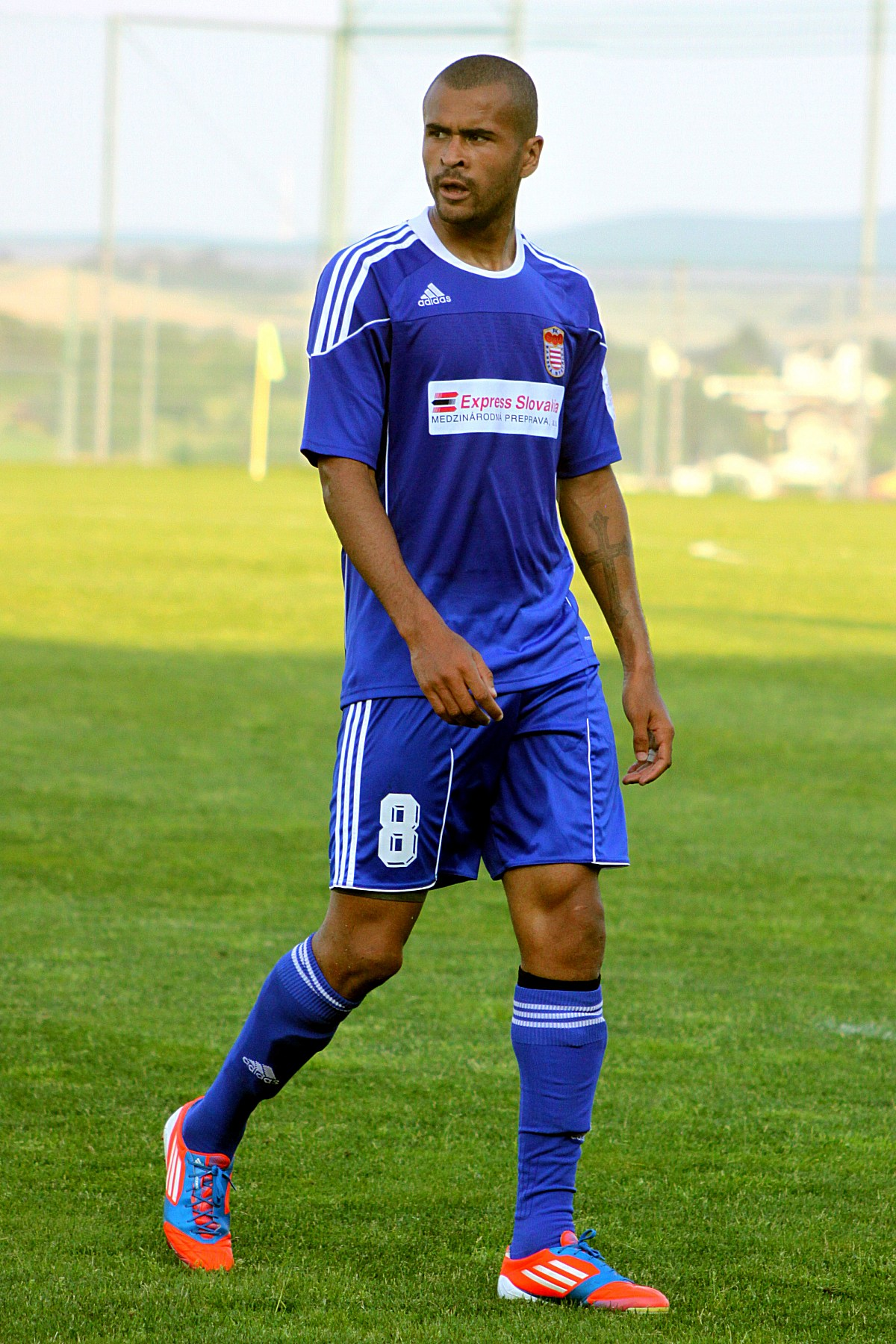
Діонатан Тейшейра під час виступів за «Дуклу». 2013 рік.

18 квітня 2009 року Тейшейра дебютував у чемпіонаті Словаччини під керівництвом тренера Яна Козака у віці 16 років і 268 днів, ставши наймолодшим іноземцем, який дебютував у вищій лізі Словаччини. У сезоні 2011/12 виступав за резервну команду «Слована» (Братислава), а у другій половині 2012 року грав за друголіговий «Банік» (Ружина). У березні 2013 року він приєднався до клубу «Дукла» (Банська Бистриця), де провів наступні півтора роки у статусі основного гравця.
11 червня 2014 року він підписав трирічний контракт з англійським «Сток Сіті». Початок кар'єри Тейшейри у складі «гончарів» був ускладнений після того, як він зламав ногу на тренуванні, що виключило його з гри протягом більшої частини сезону 2014/15. Він дебютував у Прем'єр-лізі за «Сток» лише 21 лютого 2015 року, вийшовши на заміну в переможному матчі проти «Астон Вілли» (2:1).
3 жовтня 2015 року він на правах оренди перейшов у команду Першої ліги «Флітвуд Таун» Він провів у клубі три місяці, зіграв десять матчів, перш ніж повернутися до «Стока». Тейшейра знову вийшов на заміну за «Сток» у сезоні 2015/16 років, у гостьовій грі проти «Борнмута» (3:1) в лютому 2016 року. У травні 2016 року він пройшов перевірку в клубі MLS «Орландо Сіті». Контракт Тейшейри зі «Стоком» був розірваний у січні 2017 року після того, як він лише двічі вийшов на заміну.
17 лютого 2017 року Тейшейра підписав контракт з молдовським клубом «Шериф» з Тирасполя. Наприкінці сезону 2016/17 він виграв з командою Кубок Молдови та титул чемпіона.

## Виступи за збірну
Тейшейра грав у збірній Бразилії до 17 років.
7 серпня 2013 року він отримав словацький паспорт, тому з цього дня міг представляти Словаччину. На початку серпня 2013 року тодішній тренер молодіжної збірної Словаччини Іван Галад включив його на товариський матч проти Італії 14 серпня. Його дебют у футболці Словаччини склався невдало, він отримав червону картку на 40-й хвилині і був змушений залишити поле, а ослаблена команда Словаччини програла 1:4 італійцям. Він виступав зі збірною до 21 року у відбірковому циклі до чемпіонату Європи 2015 року, де збірній Словаччини вдалося виграти 3-тю кваліфікаційну групу (набрати 17 очок) і обийти Нідерланди (16 очок), вийшовши у плей-оф відбору. Там Діонатан зіграв у обох матчах проти італійців, але словаки програли (1:1, 1:3) і не вийшли у фінальну стадію. Всього на молодіжному рівні зіграв у 8 офіційних матчах.

## Особисте життя і смерть
Його молодший брат Маркан також став професійним футболістом.
Помер Діонатан 5 листопада 2017 року на 26-му році життя у місті Лондрина внаслідок серцевого нападу.

## Титули і досягнення
- Чемпіон Молдови (1):

«Шериф»: 2016/17
- Володар Кубка Молдови (1):

«Шериф»: 2016/17